# Mala sirena: Arielino djetinstvo
Mala sirena: Arielino djetinjstvo ( eng. The Little Mermaid: Ariel's Beginning  ili The Little Mermaid III) ili Mala sirena 3 je animirani  fantastični film iz 2008. godine redateljice Peggy Holmes u produkciji Walt Disney Pictures. Filmska priča postavljena je prije događaja filma Mala sirena iz 1989. godine, gdje kralj Triton nakon smrti svoje supruge kraljice Atene, zabrani svu glazbu iz podvodnog kraljevstva Atlantike, a njegova najmlađa kći Ariela pokušava vratiti pozitivu, optimizam, glazbu i sjećanje na svoju majku u podvodno kraljevstvo. U filmu se nalaze glasovi Jodi Benson, Samuel E. Wright, Sally Field, Kenneth Mars i Jim Cummings i dodatni članovi, Jennifer Hale, Gray DeLisle, Kari Wahlgren, Parker Goris, Kevin Michael Richardson i Rob Paulsen. Walt Disney Studios Home Entertainment objavio je film 26. kolovoza 2008.

## Radnja
Kralj Triton i njegova supruga, kraljica Atena, vladaju podvodnim kraljevstvom Atlantike - ispunjenom glazbom i smijehom. Imaju sedam mladih kćeri: Aquatu, Andrinu, Aristu, Attinu, Adellu, Alanu, a najmlađa od njih je Ariela. Jedne večeri Atena svoje kćeri uspava uspavankom ''Atenina pjesma'' a, jednog dana, kraljevski par otiđe u lagunu iznad vode proslaviti svoju godišnjicu, gdje Triton na dar Ateni daje glazbenu kutiju. Nažalost, veselje se ubrzo prekida nakon što piratski brod kojem zapovijeda kapetan Kuka iz Disneyjovog Peter Pana isplovljava u lagunu. Sve sirene bježe u vodu osim Atene, koja pokušava spasiti glazbenu kutiju. Čim kraljica uzme kutiju, Kukin se brod razbije o stijenu na kojoj je Atena bila i poginula je u zbrci. Kralj Triton uzima glazbenu kutiju i baca je daleko, nije je mogao slušati. Od tada je glazba zabranjena u Atlantici.
Deset godina kasnije, Ariela i njezine sestre žive pod strogom rutinom koju vode njihova guvernanta Marina Del Rey i njezin pomoćnik Benjamin. Marina ne voli biti guvernerica djevojkama i želi biti Tritonova savjetnica, posao koji je trenutno vodi rak Sebastian. Ariela mrzi svoj trenutni životni stil, što ju je uznemirilo i često se svađa sa svojim ocem. Ariela upoznaje žutu ribu Floundera koji ide u podvodni glazbeni Klub Son. S vremenom postaju najbolji prijatelji, a jedne noći Ariela prati Floundera u glazbeni klub. Tada Ariela pada u prostoriju gdje su članovi benda plesali i kupovali morske alge.  Oduševljena je prisutnošću glazbe i šokirana se je kad je vidjela da Sebastian nastupa tamo. Kada se otkrije njezina prisutnost, cijeli bend prestaje igrati i svi se sakriju, misleći da će Ariela reći svom ocu o njima. Ariela pjeva pjesmu koja objašnjava njezinu ljubav prema glazbi i sjećanje na majku, a ona se zakletvom pridružuje klubu.
Ariela se vraća u palaču, a njezine ju sestre sutradan ju ispitkivaju gdje je bila cijelu noć. Ariela im objašnjava gdje je bila, a sljedeće noći djevojke s njom odlaze u klub da se zabave. Marina ih pronalazi, kasnije izvještava svoje aktivnosti Tritonu, koji uništava klub svojim trozubcem. Sebastian, Flounder i bend su poslani u zatvor, a Marina dobiva posao koji je željela. Triton ograničava svoje kćeri u palaču i Ariela mu kaže da se nesjeća svoje majke najbolje, ali zna da je njezina majka još živa ne bi htjela da glazba bude zabranjena. Ariela pliva u svoju sobu, a sestre je tužno slijede. Ariela te noći odluči otići iz kraljevstva, oslobađa svoje prijatelje u tamnici i zajedno s njima napušta Atlantiku. Sebastian ih vodi do napuštenog mjesta daleko od palače, ne baš ugodnog. Ariela se uplaši i pomisli da su izgubljeni, ali Sebastian zapjeva ljestvicu C-duru i tonovi su se čuli. Svi prijatelji zaspu pokriveni u pijesku osim Ariele. A, Ariela, pomalo tužna i prestravljena legne na kamen.
U međuvremenu se Marina sukobljava s Benjaminom oko ključa, ali ubrzo otključa vrata njezinim električnim jeguljama i naredi im da napadnu Sebastiana i Arielu. Benjamin se krivi jer je pitao što će učiniti s Arielom.
Sutradan navečer Arielu probudi zvuk glazbene kutije od njene majke, te ona pokuša probuditi Sebastiana. Kad u tome ne uspije, Ariela krene sama do tog mjesta koje je svjetlucalo. Tamo Ariela pronađe glazbenu kutiju, a Sebastian, koji je tamo došao kasnije joj objasni kako je kralj Triton nakon Atenine smrti zaboravio to kako je biti sretan. Uskoro dođu i prijatelji iz benda i Ariela im sve objasni. Zatim otiđu, a tada i Ariela i Sebastian krenu kući pokazati glazbenu kutiju kralju. Flounder, zabrinut za prijatelje, isto je krenuo s njima.
Na putu natrag, oni se suočavaju s Marinom i njezinim električnim jeguljama. Marina ih želi zaustaviti kako bi zadržala svoju poziciju i ovladala kraljevstvom, a nastala je i borba. Jegulje su nasrnule na Arielu, Floundera i njihove prijatelje iz benda koji su se isto odlučili vratiti i pomoći im, te zajedničkim snagama nadvladavaju jegulje. Marina je lovila Sebastiana i zapela je u velikom koralju. Mileći kao su nadjačali, zlo opuste se, tada je Marina idalje zarobljena u koralju iz zasjede, vidjela Sebastiana da je u kutu i da nema kamo pobjeći, brzo se oslobodila i uzela ogromni kamen da ubije Sebastiana. Zanesena Ariela ugleda taj strašni prizor, te pojuri prema Sebastianu i Marini. Flounder i kralj Triton ju pokušaju spriječiti, ali sirena se nije dala. Ariela dopliva između Sebastiana i Marine, i tada se onaj ogromni kamen razbije njoj o glavu, te je Marina snažno gurne do kraja strme litice. Ariela se tada onesvijesti zbog snažnog udarca i padne u krater. Kralj Triton dođe do Ariele i primi je u naručje, te počne kriviti sebe zašto prije nije dopuštavao glazbu u Atlantici. Počne pjevati ''Atenina pjesma'', a Ariela otvori oči i oboje se zagrle. Triton Arielu vrati u palaču.
Dan kasnije Triton svoje kćeri radosno probudi te vrati glazbu u Atlantiku i imenuje Sebastiana kao prvobitnog skladatelja Atlantike, a to je svojevrstan užitak. Svi se raduju osim Marine koja je poslana u podvodni zatvor.

## Uloge
- Jodi Benson kao Ariela
- Samuel E. Wright kao Sebastian
- Kenneth Mars kao kralj Triton
- Sally Field kao Marina Del Rey
- Parker Goris kao Flounder
- Tara Strong kao Adella i Andrina
- Jennifer Hale kao Alana
- Grey DeLisle kao Aquata i Arista
- Kari Wahlgren kao Attina
- Andrea Robinson kao kraljica Athena (pjevački glas)
- Lorelei Hill Butters kao kraljica Athena (glas koji govori)
- Rob Paulsen kao svirajuča hobotnice i Swifty škampi
- Kevin Michael Richardson kao raža Ray-Ray